# Роуз, Джером
Джером Роуз (англ. Jerome Rose; род. 1938) — американский пианист.
Начинал учиться игре на фортепиано у Адольфа Баллера, затем окончил Джульярдскую школу, после чего совершенствовал своё мастерство под руководством Рудольфа Серкина и Леонарда Шура. В 1961 г. Роуз завоевал первую премию на Международном конкурсе пианистов имени Бузони.
К важнейшим для Роуза авторам относятся Роберт Шуман (записаны все сонаты), Фридерик Шопен (все сонаты, баллады и фантазии), Ференц Лист («Трансцендентальные этюды» и «Годы странствий» полностью, фортепианные концерты).